# Coteasca, Argeș
Coteasca este un sat în comuna Vlădești din județul Argeș, Muntenia, România.